# Armée révolutionnaire de libération de l'Azawad
Pour les articles homonymes, voir ARLA.
L'Armée révolutionnaire de libération de l'Azawad (ARLA) est un groupe rebelle touareg formé au nord du Mali pendant la rébellion touarègue de 1990-1996. 

## Historique
Le mouvement naît en 1991 d'une scission du Mouvement populaire pour la libération de l'Azawad (MPLA). Il regroupe principalement des Touaregs de la tribu des Imghads et irradjanatan. 
Est dirigé par Abderamane Ghala. El Hadj Ag Gamou figure également parmi les membres de ce groupe.
Quelques mois après sa naissance, l'ARLA rejoint les Mouvements et Fronts unifiés de l'Azawad (MFUA) au sein duquel il signe le 11 avril 1992, le Pacte national avec Bamako.
En 1993 et 1994 cependant, un conflit oppose l'ARLA au MPA, dominé par les Ifoghas. Les rebelles imghads enlèvent d'ailleurs Intalla Ag Attaher, l'amenokal des Ifoghas, avant de le relâcher. Mais l'ARLA est finalement chassé de l'Adrar Tigharghar et de la région de Kidal par les forces du MPA menées par Iyad Ag Ghali.